# Partit Comunista del Nepal (Centre d'Unitat)
Partit Comunista del Nepal (Centre d'Unitat) (Communist Party of Nepal (Unity Centre)) fou un partit polític del Nepal.
Es va formar el 20 de novembre de 1990 de la unió del Partit Comunista del Nepal (Mashal) i el Partit Comunista del Nepal (IV Congrés) i les organitzacions menors Organització de Treballadors Proletaris o Proletarian Workers Organisation i Partit Comunista del Nepal (Janamukhi), sota direcció de Dr. Baburam Bhattarai i Shital Kumar, procedent del Partit Comunista del Nepal (Masal) o Communist Party of Nepal (Masal).
La Samyukta Jana Morcha Nepal fou establerta com a organitzacio de masses.
El 1994 es va dividir en dos faccions: Shital Kumar d'un costat, i Bhattarai i Puxpa Kamal Dahal d'un altra.
El 1996 aquesta darrera facció va prendre el nom de Partit Comunista del Nepal (Maoista) o Communist Party of Nepal (Maoist).
La primera facció es va unir al Partit Comunista del Nepal (Masal) i va formar el Partit Comunista del Nepal (Centre d'Unitat-Masal) o Communist Party of Nepal (Unity Centre-Masal).